# Psylla ingae
Psylla ingae är en insektsart som beskrevs av Leonard D. Tuthill 1959. Psylla ingae ingår i släktet Psylla och familjen rundbladloppor. Inga underarter finns listade i Catalogue of Life.